# Salam Jassem Hussein
Salam Jassem Hussein al-Obeidi, né en 1979, est un militaire irakien qui s'est distingué au cours de la seconde guerre civile irakienne et notamment lors de la bataille de Mossoul (2016-2017).

## Biographie
De confession chiite, Salam Jassem Hussein est étudiant à faculté de langues, où il apprend l'anglais et l'hébreu, lorsque débute la guerre d'Irak. Il s'engage contre l'avis de son père dans l'armée irakienne en 2003, après l'invasion du pays par les États-Unis. Il intègre la première promotion de soixante recrues sélectionnées après une formation de quatre mois en Jordanie. Il intègre alors l'Iraqi counter-terrorism force (ICTF), entraînée par les Américains.
En 2004, il participe à la bataille de Nadjaf contre les miliciens chiites de l'Armée du Mahdi.
Lors de la seconde guerre civile irakienne, il commande le 2e bataillon de la 1re division (ISOF-1) des forces d'opérations spéciales irakiennes, surnommées la « Division Or »,,,. Il se montre très critique envers les responsables politiques irakiens et en particulier envers l'ancien premier-ministre Nouri al-Maliki qu'il considère comme le principal responsable de la crise en Irak. Il interdit également que des drapeaux de l'imam chiite Hussein soit accrochés sur les véhicules de son bataillon et critique la politique sectaire anti-sunnite menée par un certain nombre de responsables politiques chiites irakiens.
Il participe à la bataille de Tikrit et à la bataille de Ramadi,. Le 9 juin 2016, il est blessé durant la bataille de Falloujah par un tir de RPG-9 qui traverse son véhicule blindé de type Humvee. Les forces de l’État islamique ont fortement divulgué via leurs médias de propagande la nouvelle de sa mort.
En 2016, lors de la bataille de Mossoul, il est à la tête des forces de la division d'or qui percent les lignes de l'État islamique à l'est et entrent les premières dans la ville le 1er novembre,,. Fin décembre 2016, après la conquête des quartiers est de la ville, il part aux États-Unis pendant six mois pour suivre une formation,. Il regagne Mossoul en juin 2017 avec le grade de lieutenant-colonel pour prendre part à l'offensive sur la vieille ville.

## Vidéographie
- [vidéo] Sur la route de Falloujah : Embarqué avec la Division Dorée des forces spéciales irakiennes, Vice news, 17 juin 2016.